# Australian Open 2006
L'Australian Open 2006 è stata la 94ª edizione dell'Australian Open e prima prova stagionale dello Slam per il 2006. Si è disputato dal 16 al 29 gennaio 2006 sui campi in cemento del Melbourne Park.

## Partecipanti uomini

### Teste di serie
| Nazionalità | Giocatore           | Ranking | Testa di serie |
| ----------- | ------------------- | ------- | -------------- |
| Svizzera    | Roger Federer       | 1       | 1              |
| Stati Uniti | Andy Roddick        | 3       | 2              |
| Australia   | Lleyton Hewitt      | 4       | 3              |
| Argentina   | David Nalbandian    | 5       | 4              |
| Russia      | Nikolaj Davydenko   | 6       | 5              |
| Argentina   | Guillermo Coria     | 8       | 6              |
| Croazia     | Ivan Ljubičić       | 9       | 7              |
| Argentina   | Gastón Gaudio       | 10      | 8              |
| Cile        | Fernando González   | 11      | 9              |
| Svezia      | Thomas Johansson    | 13      | 10             |
| Spagna      | David Ferrer        | 14      | 11             |
| Slovacchia  | Dominik Hrbatý      | 15      | 12             |
| Stati Uniti | Robby Ginepri       | 16      | 13             |
| Francia     | Richard Gasquet     | 17      | 14             |
| Spagna      | Juan Carlos Ferrero | 18      | 15             |
| Spagna      | Tommy Robredo       | 19      | 16             |
| Rep. Ceca   | Radek Štěpánek      | 20      | 17             |
| Croazia     | Mario Ančić         | 21      | 18             |
| Rep. Ceca   | Tomáš Berdych       | 22      | 19             |
| Stati Uniti | James Blake         | 23      | 20             |
| Germania    | Nicolas Kiefer      | 24      | 21             |
| Francia     | Gaël Monfils        | 25      | 22             |
| Russia      | Igor' Andreev       | 26      | 23             |
| Belgio      | Olivier Rochus      | 27      | 24             |
| Francia     | Sébastien Grosjean  | 28      | 25             |
| Finlandia   | Jarkko Nieminen     | 29      | 26             |
| Stati Uniti | Taylor Dent         | 30      | 27             |
| Spagna      | Fernando Verdasco   | 31      | 28             |
| Italia      | Filippo Volandri    | 32      | 29             |
| Bielorussia | Maks Mirny          | 33      | 30             |
| Spagna      | Feliciano López     | 34      | 31             |
| Spagna      | Carlos Moyá         | 35      | 32             |

### Altri partecipanti
I seguenti giocatori hanno ricevuto una wildcard per il tabellone principale:
- Peter Luczak
- Nathan Healey
- Amer Delić
- Denis Istomin
- Michaël Llodra
- Mark Philippoussis
- Marc Kimmich
- Chris Guccione

I seguenti giocatori sono passati dalle qualificazioni:

- Gilles Simon
- Denis Gremelmayr
- Julien Benneteau
- Janko Tipsarević
- Alex Bogomolov Jr
- Lars Burgsmüller
- Jean Christophe Faurel
- Jacob Adaktusson
- Oliver Marach
- Zack Fleishman
- Pavel Šnobel
- Harel Levy
- Yen Hsun Lu
- Danai Udomchoke
- Bjorn Rehnquist
- Michael Lammer
- Peter Luczak (lucky loser)
- Nathan Healey (lucky loser)
- Federico Luzzi (lucky loser)
- Amer Delić (lucky loser)

## Risultati

### Singolare maschile
Roger Federer ha battuto in finale  Marcos Baghdatis con il punteggio di 5–7, 7–5, 6–0, 6–2

### Singolare femminile
Amélie Mauresmo ha battuto in finale  Justine Henin che si è ritirata sul punteggio di 6–1, 2–0

### Doppio maschile
Bob Bryan /  Mike Bryan hanno battuto in finale  Martin Damm /  Leander Paes con il punteggio di 4–6, 6–3, 6–4

### Doppio femminile
Yan Zi /  Zheng Jie hanno battuto in finale  Samantha Stosur /  Lisa Raymond con il punteggio di 2–6, 7–6(7), 6–3

### Doppio misto
Martina Hingis /  Mahesh Bhupathi hanno battuto in finale  Elena Lichovceva /  Daniel Nestor con il punteggio di 6–3, 6–3

## Junior

### Singolare ragazzi
Alexandre Sidorenko ha battuto in finale  Nick Lindahl con il punteggio di 6–3, 7–6(4)

### Singolare ragazze
Anastasija Pavljučenkova ha battuto in finale  Caroline Wozniacki con il punteggio di 1–6, 6–2, 6–3

### Doppio ragazzi
Błażej Koniusz /  Grzegorz Panfil hanno battuto in finale  Kellen Damico /  Nathaniel Schnugg con il punteggio di 7–6(5), 6–3

### Doppio ragazze
Sharon Fichman /  Anastasija Pavljučenkova hanno battuto in finale  Alizé Cornet /  Corinna Dentoni con il punteggio di 6–2, 6–2